# Canta en español, vol. 2
 (mars 2025).
Albums de Charles Aznavour
Canta en español
(1965) Canta en español
(1969)
Canta en español, vol. 2 est le 2e album studio de Charles Aznavour en espagnol. Il sort en 1965.

## Liste des chansons
| 1. | Si tú me llevas (Si tu m'emportes)         | Charles Aznavour (Adapt. C. Mapel)                      | 02:21 |
| 2. | Era demasiado bonita (Tu étais trop jolie) | Charles Aznavour (Adapt. Don Diego)                     | 02:40 |
| 3. | Oh tú, vida (Ô toi la vie)                 | Charles Aznavour (Adapt. C. Mapel)                      | 02:25 |
| 4. | Tus dieciseis años (Donne tes seize ans)   | Charles Aznavour, Georges Garvarentz (Adapt. Don Diego) | 02:08 |
| 5. | Isabel (Isabelle)                          | Charles Aznavour (Adapt. A. Kaps)                       | 03:08 |
| 6. | Yo te daré calor (Je te réchaufferai)      | Charles Aznavour (Adapt. Rafael De León)                | 03:11 |

| 7.  | Con (Avec)                                                | Charles Aznavour, Franck Poucel (Adapt. Jaime Israel Mérida)         | 03:09 |
| 8.  | Quién (Qui ?)                                             | Charles Aznavour (Adapt. Rafael De León)                             | 03:40 |
| 9.  | C'est fini (Version espagnole)                            | Charles Aznavour (Adapt. Rafael De León)                             | 02:45 |
| 10. | Quédate (Reste)                                           | Charles Aznavour (Adapt. C. Mapel)                                   | 01:52 |
| 11. | Buen aniversario (Bon anniversaire)                       | Charles Aznavour (Adapt. Rafael De León)                             | 04:08 |
| 12. | Amo París en el mes de mayo (J'aime Paris au mois de mai) | Charles Aznavour, Charles Aznavour - Pierre Roche (Adapt. Don Diego) | 03:14 |